# Ralph Hodgson
Ralph Hodgson (Darlington, Inglaterra, 9 de setembro de 1871 – 3 de novembro de 1962) foi um poeta inglês, residente desde 1941 até seu morte em Minerva, Ohio, nos Estados Unidos.